# Williamsburg, Novi Meksiko
Williamsburg je selo u okrugu Sierri u američkoj saveznoj državi Novom Meksiku. Prema popisu 2000. u Williamsburgu je živjelo 527 stanovnika. Premda maleno, ovo je selo došlo u neposredno susjedstvo Truth or Consequencesu te je u biti postalo predgrađe. Iako danas grad skromno raste, osobito duž I-25, velika je mogućnost da će u budućnosti postati spavaonicom za stanovnike Elephant Buttea.

## Zemljopis
Nalazi se na 33°07′00″N 107°17′33″W / 33.116591°N 107.292503°W. Prema Uredu SAD-a za popis stanovništva, zauzima 1,2 km2 površine, sve suhozemne.

## Stanovništvo
Prema podatcima popisa 2000. u Williamsburgu je bilo 527 stanovnika, 264 kućanstva i 153 obitelji, a stanovništvo po rasi bili su 91,84% bijelci, 1,71% afroamerikanci, 0,76% Indijanci, 0,19% Azijci, 1,90% ostalih rasa, 3,61% dviju ili više rasa. Hispanoamerikanaca i Latinoamerikanaca svih rasa bilo je 13,09%.